# Sân bay Lubero
Sân bay Lubero (ICAO: FZNF) là một sân bay ở Lubero, Cộng hòa Dân chủ Congo.